# 沈月泉

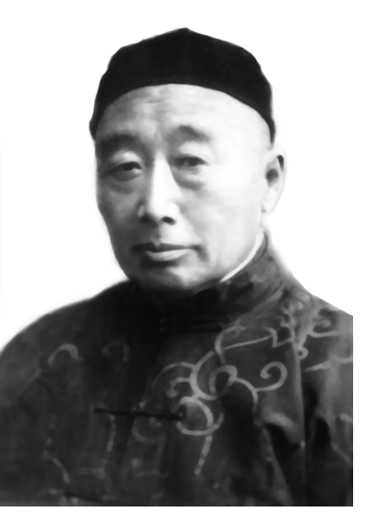
沈月泉

沈月泉（1865年—1936年12月），本名全福，一作泉福，是清末民初的一位昆曲演員，原全福班小生名角，後來擔任昆劇傳習所首席教师。有子沈传芷。

## 生平
沈月泉祖籍為浙江吴兴，其父沈寿林落籍江苏无锡，他是其父的第二個兒子，生于无锡洛社鎮，並隨父在蘇州學藝。最初進入小堂名班，後來師昆曲演員吕双全，可以扮演冠生和翎子生，也能扮演巾生、鞋皮生。因此被譽為“小生全才”。
除去生行之外，沈月泉也會其他行当，在加入昆劇傳習所之後，曾教授老生施传镇、旦角朱传茗等，因此被稱為“大先生”。他主張學生應該兼學乐器，使得傳字輩演員能夠熟讀工尺谱、擅笛子等樂器，“六场通透”。
1931年6月1日至2日在苏州梨园公所（即老郎庙）與邵传镛、倪传钺同臺的义演是他最後一場演出。
1936年12月因脑溢血在苏州病逝。